# Leukental
Het Leukental is een dal in het district Kitzbühel in de Oostenrijkse deelstaat Tirol. Het reikt vanaf Kitzbühel in noordoostelijke richting langs St. Johann in Tirol tot bij Erpfendorf. De begrenzingen van het dal zijn echter niet eenduidig en het omvat ook enkele zijdalen. Behalve Erpfendorf, Kitzbühel en St. Johann liggen ook de plaatsen Obernberg en Kirchdorf in het dal.
Door het Leukental stroomt de Kitzbüheler Ache, welke vanaf St. Johann, nadat het water van de Reither en de Fieberbrunner Ache zich hierbij heeft gevoegd, de Großache wordt genoemd.